# Marcel Coraș
Marcel Coraș (Arad, 14 maggio 1959) è un ex calciatore rumeno, di ruolo attaccante.

## Carriera
Fu capocannoniere del campionato rumeno nel 1984. In questo stesso anno prese parte al campionato d'Europa in Francia, realizzando una rete.

## Palmarès

### Individuale
- Capocannoniere della Divizia A: 1

1983-1984 (20 gol)
- Scarpa d'argento europeo: 1

1989